# 커뮤니티 칼리지

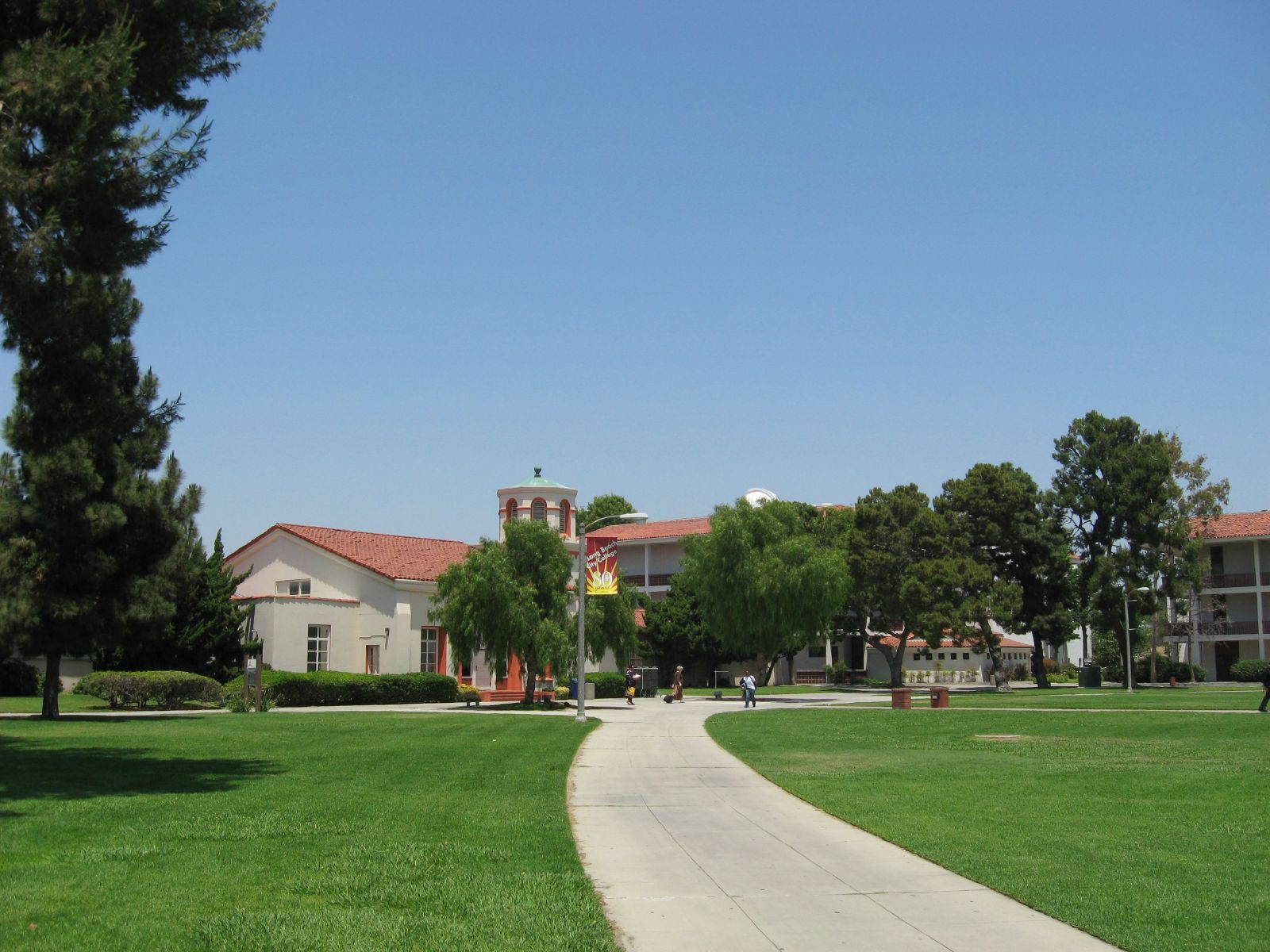
롱비치 (캘리포니아주)에 있는 롱비치 시티 칼리지

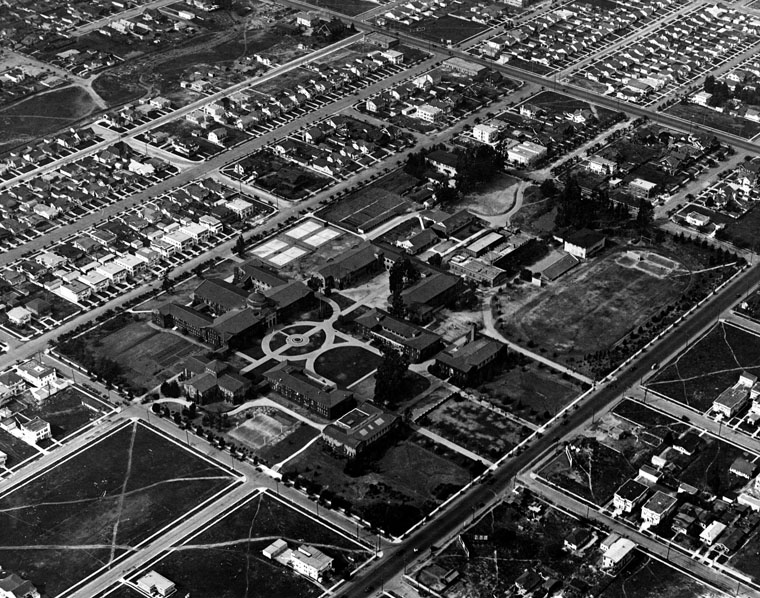
c. 1922년 이스트 할리우드의 로스앤젤레스 시티 칼리지 캠퍼스

커뮤니티 칼리지(영어: community college)는 일반적으로 전문학사, 졸업장, 또는 디플로마로 이어지는 학부 고등교육 기관의 한 유형이다. 이 용어는 나라마다 다른 의미를 가질 수 있다. 많은 커뮤니티 칼리지는 고등학교(고등 중등 교육 기관 또는 상위 중등 교육 기관으로도 알려짐)를 졸업한 학생들을 위한 개방 입학 정책을 가지고 있다. 이 용어는 일반적으로 직업 교육 및 편입학 프로그램을 제공하는 고등 교육 기관을 의미한다. 일부 기관은 종합대학과 유사하게 운동팀과 기숙사를 운영하기도 한다.

## 오스트레일리아
오스트레일리아에서 "커뮤니티 칼리지"라는 용어는 일반적으로 자기 계발 또는 취미 성격의 단기(예: 6주) 과정을 운영하는 소규모 사설 기업을 지칭한다. 미국의 커뮤니티 칼리지 개념과 동등한 것은 직업 및 추가 교육 대학 또는 TAFE이며, 이들은 주로 주 및 준주 수준에서 규제되는 기관이다. 또한 구어적으로 "대학"이라고 불리는 사설 교육 기관의 수도 증가하고 있다.
TAFE 및 기타 교육 기관들은 19세기 중반 오스트레일리아에서 성인들이 숫자 및 문해력 기술을 향상하도록 돕기 위해 야간 수업이 열리면서 확립된 성인 교육의 전통을 이어가고 있다. 대부분의 오스트레일리아 대학들도 이러한 선구자들로부터 유래되었지만, 대학 설립 허가를 받으면서 그 성격이 항상 변했다. 오늘날 TAFE 및 대학의 과정은 개인의 개발 또는 취업 결과를 위해 고안되었다. 교육 프로그램은 예술, 언어, 비즈니스 및 라이프스타일과 같은 다양한 주제를 다룬다. 이들은 일반적으로 수강하는 과정의 수준에 따라 주 2일, 3일 또는 4일 수업이 진행된다. Certificate I 과정은 9주 학기 동안 주 2회 4시간만 진행될 수도 있다. 정규 디플로마 과정은 1년(36주) 동안 주 4일 수업이 있을 수 있다. 일부 과정은 풀타임으로 일하는 사람들을 위해 저녁이나 주말에 제공될 수 있다. 대학의 자금은 정부 보조금과 수업료에서 나올 수 있다. 많은 대학은 비영리 단체이다. 이러한 TAFE는 오스트레일리아의 대도시, 지역 및 시골 지역에 위치하고 있다.
TAFE 및 대학에서 제공하는 교육은 수년에 걸쳐 변화했다. 1980년대까지 많은 대학은 컴퓨터 교육에 대한 지역 사회의 필요성을 인식했다. 그 이후로 수천 명의 사람들이 IT 과정을 통해 기술을 향상했다. 20세기 후반까지 대부분의 대학은 등록된 훈련 기관이 되었다. 이들은 개인에게 육성적이고 비전통적인 교육 장소를 제공하여 직장과 잠재적인 일자리에 더 잘 대비할 수 있는 기술을 습득하도록 한다. TAFE 및 대학은 전통적으로 학사 학위를 제공하지 않았지만, 학위를 취득하기 위한 대학과의 연계 협정을 제공했다. 미국에서 혁신된 전문학사는 일부 기관에서 개발되고 있다. Certificate I에서 IV 과정, 디플로마 및 고급 디플로마가 일반적으로 제공되며, 후자는 일반적으로 더 직업적인 분야이기는 하지만 학부 자격과 동등하게 간주된다. 최근 일부 TAFE 기관(및 사설 교육 기관)도 자체적인 고등 교육 기관이 되어 현재 학사 학위 프로그램을 제공하기 시작했다.

## 캐나다
캐나다에서는 단과대학이 고등교육과 3차 교육을 제공하고, 졸업장과 디플로마를 수여하는 성인 교육 기관이다. 또한 캐나다 단과대학은 종종 "인스티튜트" 또는 "공과대학"이라고 불린다. 온타리오 주에서는 24개 응용 예술 및 기술 대학이 자체적인 독립 학위를 제공하고, 종종 학생들이 디플로마와 학위를 모두 취득할 수 있도록 "연계 협정"을 통해 대학과 공동 학위를 제공하도록 위임되었다. 예를 들어, 구엘프 대학교는 험버 칼리지와 "자매 결연"을 맺고 있으며, 요크 대학교는 세네카 칼리지와 동일한 협정을 맺고 있다. 그러나 최근에는 단과대학들이 비즈니스, 기술, 과학 및 기타 기술 분야에서 자체적인 다양한 학위를 제공하고 있다. 각 주는 캐나다 연방주의 통치 모델에 따라 자체적인 교육 시스템을 가지고 있다. 1960년대 중반에서 1970년대 초반에 대부분의 캐나다 단과대학은 당시 증가하는 수의 신흥 및 급성장 세대와 전 세계에서 캐나다로 유입되는 이민자들에게 실용적인 교육과 훈련을 제공하기 시작했다. 주요 형성 추세는 당시 분리되어 있던 직업 훈련 기관과 성인 교육 (야간 학교) 기관의 합병이었다.
캐나다 단과대학은 공립 또는 사립 (영리 목적) 고등 교육 기관이다.
학문적 진로 측면에서 캐나다 단과대학과 대학은 단과대학 학생들이 학업적으로 교육을 향상시킬 수 있는 기회를 제공하기 위해 서로 협력한다. 학생들은 디플로마를 이전하고 완료된 단과대학 학점을 통해 학부 대학 학위로 편입 학점을 얻을 수 있다.
전문학사라는 용어는 캐나다 서부에서 2년제 단과대학 예술 또는 과학 학위를 지칭하는 데 사용되며, 이는 미국에서 이 용어가 사용되는 방식과 유사하다. 캐나다의 다른 지역에서는 3년 또는 4년제 단과대학 프로그램을 나타내기 위해 고급 학위라는 용어가 사용된다.
퀘벡주에서는 CEGEP (대학) 시스템에서 1년의 학점을 이수하기 때문에 대학교 학위는 3년이 표준이다. 영어로 말할 때도 사람들은 종종 모든 대학을  Cégeps라고 부르기도 하지만, 이 용어는 프랑스어 공립 시스템에만 더 정확하게 적용되는 약어이다. Collège d'enseignement général et professionnel (CEGEP)는 영어로 College of General and Vocational Education이다. "college"라는 단어는 퀘벡의 사립 고등학교를 지칭할 수도 있다.
캐나다 커뮤니티 칼리지 시스템
- 캐나다의 단과대학 목록
- Colleges and Institutes Canada (CICan)[4] – 공립 교육 기관; 이전 명칭은 캐나다 커뮤니티 칼리지 협회 (ACCC)
- National Association of Career Colleges[5] – 사립 교육 기관; 이전 명칭은 캐나다 직업 대학 협회

## 인도
인도에서는 98개 커뮤니티 칼리지가 대학 교부금 위원회에 의해 인정된다. 이들 대학에서 제공하는 과정은 디플로마, 고급 디플로마 및 수료 과정이다. 이들 과정의 기간은 보통 6개월에서 2년까지 다양하다.

## 말레이시아

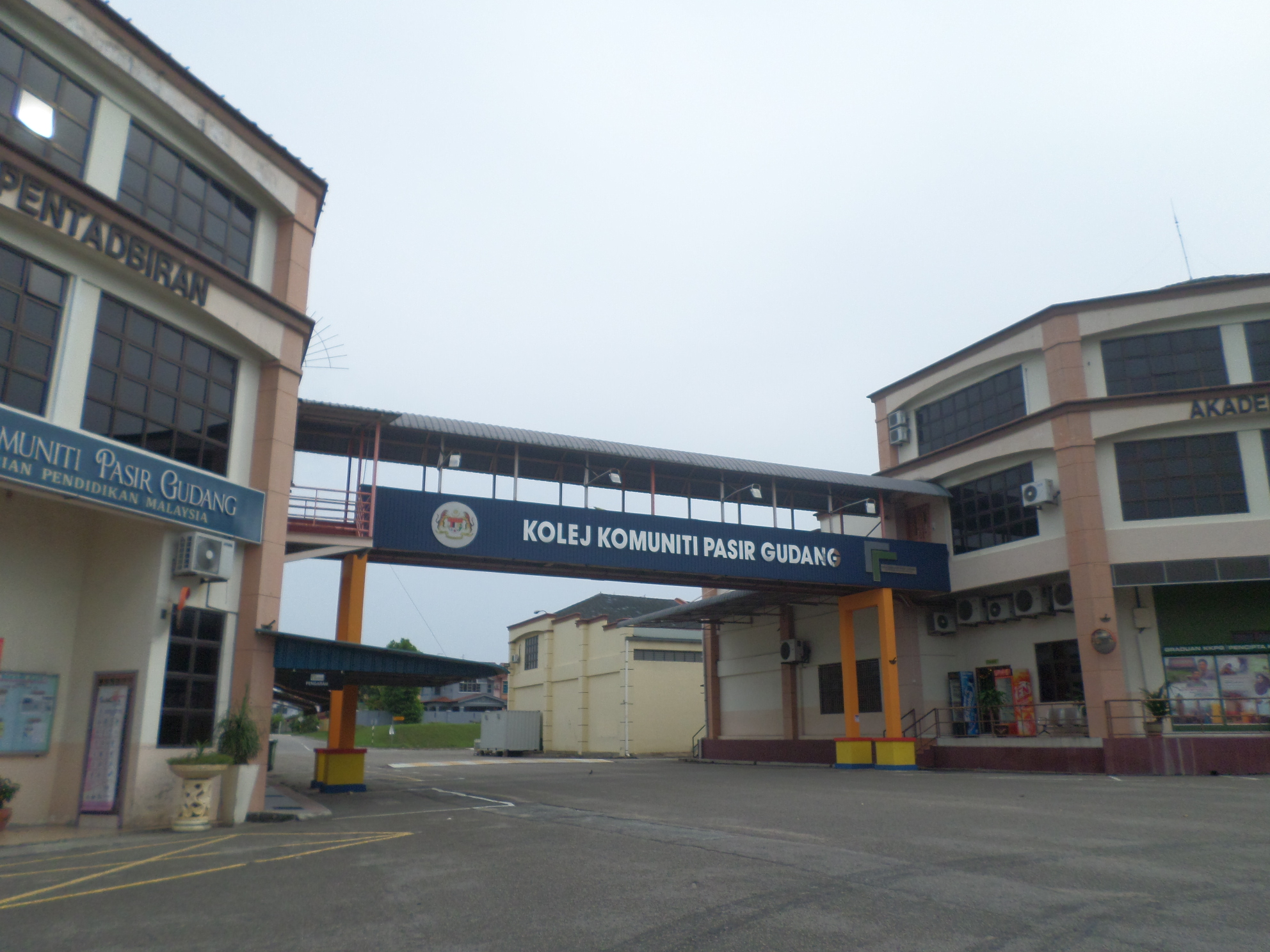
조호르주 말레이시아의 커뮤니티 칼리지

말레이시아의 커뮤니티 칼리지는 학교 졸업생들이 직장에 들어가기 전에 모든 수준에서 직업 및 기술 훈련을 제공할 수 있는 교육 기관 네트워크이다. 커뮤니티 칼리지는 또한 시골 지역 사회가 단기 과정을 통해 기술 훈련을 받을 수 있는 인프라를 제공하고, 고등 교육에 대한 접근성을 제공한다.
현재 대부분의 커뮤니티 칼리지는 기술 분야(Sijil Kemahiran Malaysia 또는 말레이시아 기술 자격증)와 직업 및 훈련 분야 모두에서 말레이시아 자격 체계의 레벨 3(자격증 3)까지 자격을 수여하지만, 레벨 4 자격(디플로마)을 수여하기 시작하는 커뮤니티 칼리지의 수는 증가하고 있다. 이는 학사 학위(MQF 레벨 6)보다 두 단계 낮은 수준이며, 해당 수준까지 학업을 계속할 의사가 있는 시스템 내 학생들은 일반적으로 공립 대학, 폴리텍 또는 공인된 사립 기관의 고급 디플로마 프로그램에 입학하려고 할 것이다.

## 필리핀
필리핀에서는 지역 학교가 낮에는 초등학교 또는 중등학교로 기능하며, 저녁 시간에는 커뮤니티 칼리지로 전환된다. 이러한 유형의 기관은 동일한 교장과 시간제 대학 강의를 맡는 동일한 교사들의 감독하에 야간 수업을 제공한다.
커뮤니티 칼리지의 개념은 초등 교육, 중등 교육, 고등 교육 및 직업 기술 교육국을 산하에 두었던 전 교육문화스포츠부(MECS) 시절로 거슬러 올라간다. 1971년 세실리오 푸통 MECS 장관은 커뮤니티 스쿨은 지역 사회에 의해, 지역 사회를 위해 설립된 학교라고 썼다. 팡가시난의 페드로 T. 오라타도 같은 생각을 공유했으며, 그 결과 현재 우르다네타 시티 칼리지라고 불리는 커뮤니티 칼리지가 설립되었다.
레이테의 아부요그에 있는 커뮤니티 칼리지와 같은 곳은 700명 이상의 학생을 수용하는 2층 건물에서 연간 필리핀 페소 124,000의 예산만으로 운영될 수 있다.

## 영국
커뮤니티 칼리지는 영국과 아일랜드섬의 추가 교육 (FE) 대학과 거의 일치한다.
"커뮤니티 칼리지"라는 용어는 영국에서 거의 사용되지 않는다. 이 용어가 사용될 때, 커뮤니티 칼리지는 지역의 학령기 인구(11~18세)를 위한 교육뿐만 아니라 성인 및 지역 사회의 다른 구성원에게 추가 서비스 및 교육을 제공하는 학교를 의미한다. 이 교육에는 스포츠, 성인 문해력 및 라이프스타일 교육이 포함되지만 이에 국한되지는 않는다.

## 미국

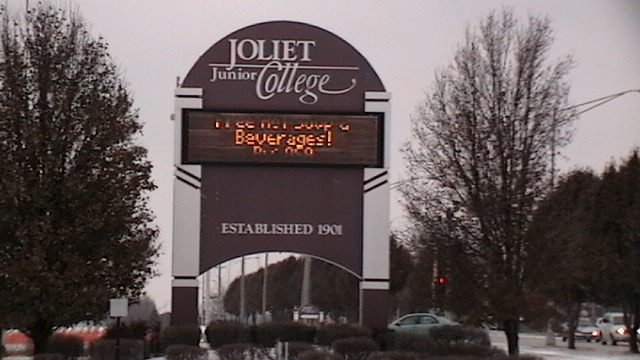
1901년 미국 최초의 커뮤니티 칼리지로 설립된 졸리엣 (일리노이주)의 졸리엣 주니어 칼리지 본캠퍼스

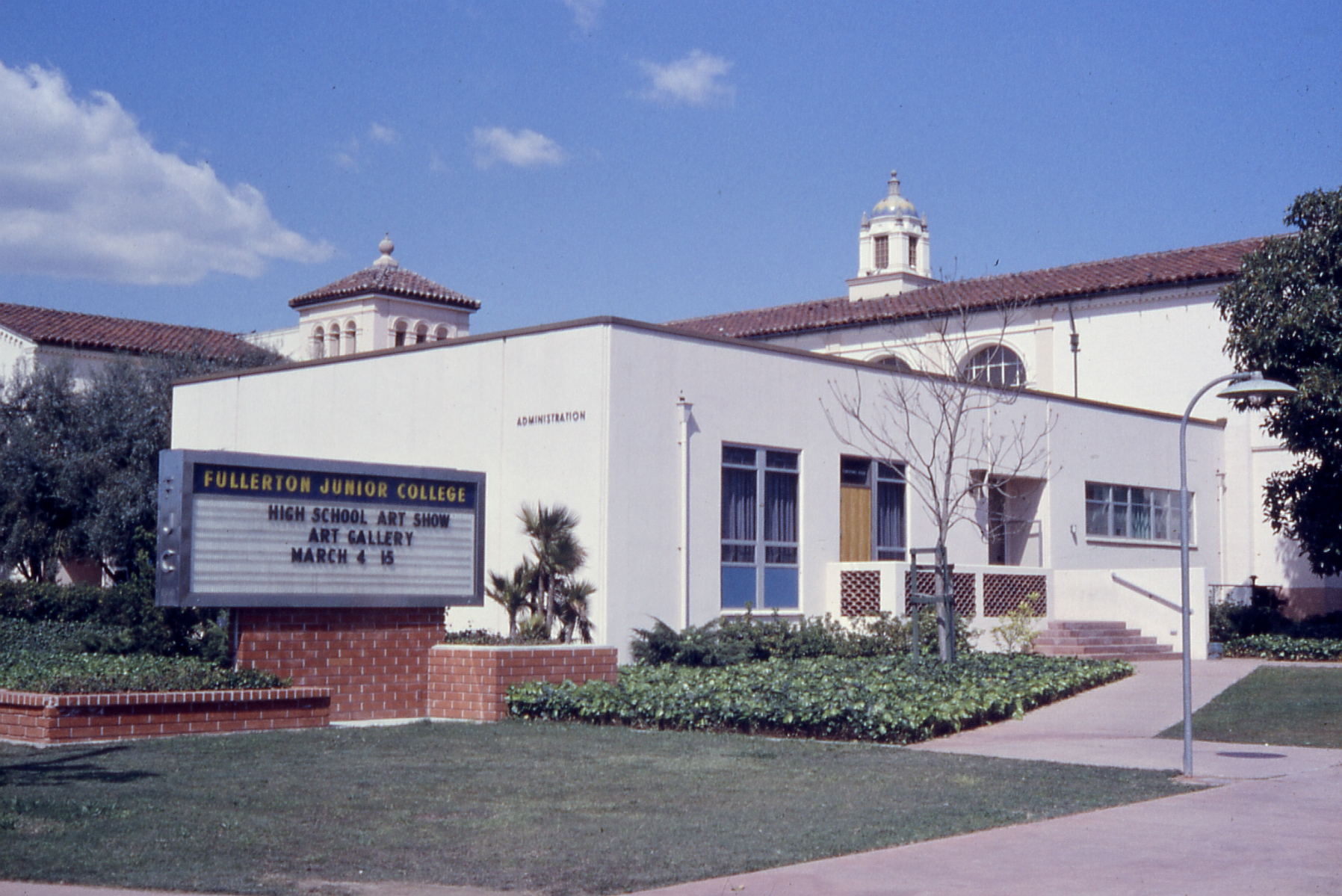
풀러턴 (캘리포니아주)에 있는 풀러턴 대학교는 1913년부터 계속 운영되어 미국에서 가장 오래 운영되고 있는 커뮤니티 칼리지이다.

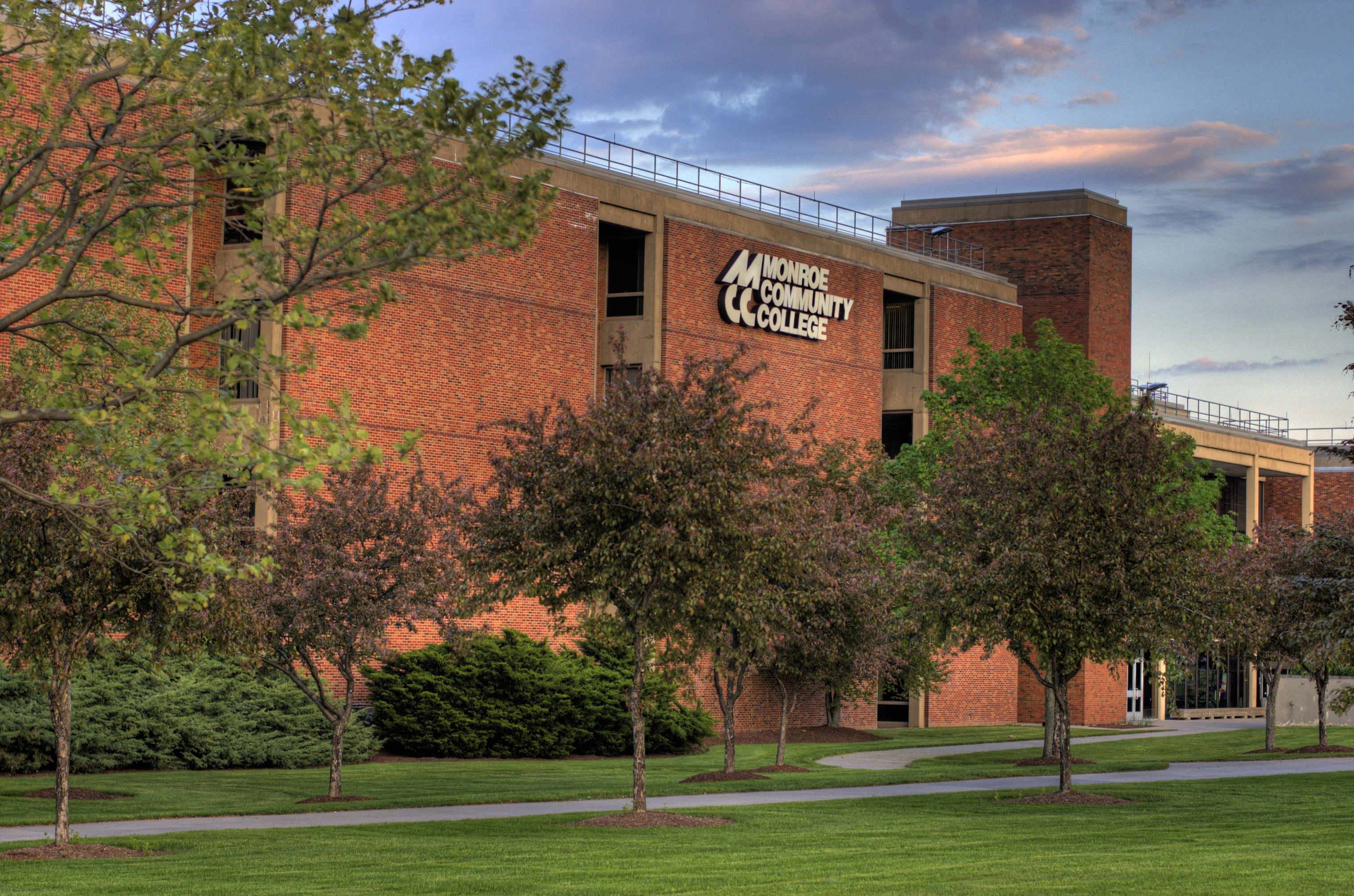
로체스터 (뉴욕주)에 있는 먼로 커뮤니티 칼리지

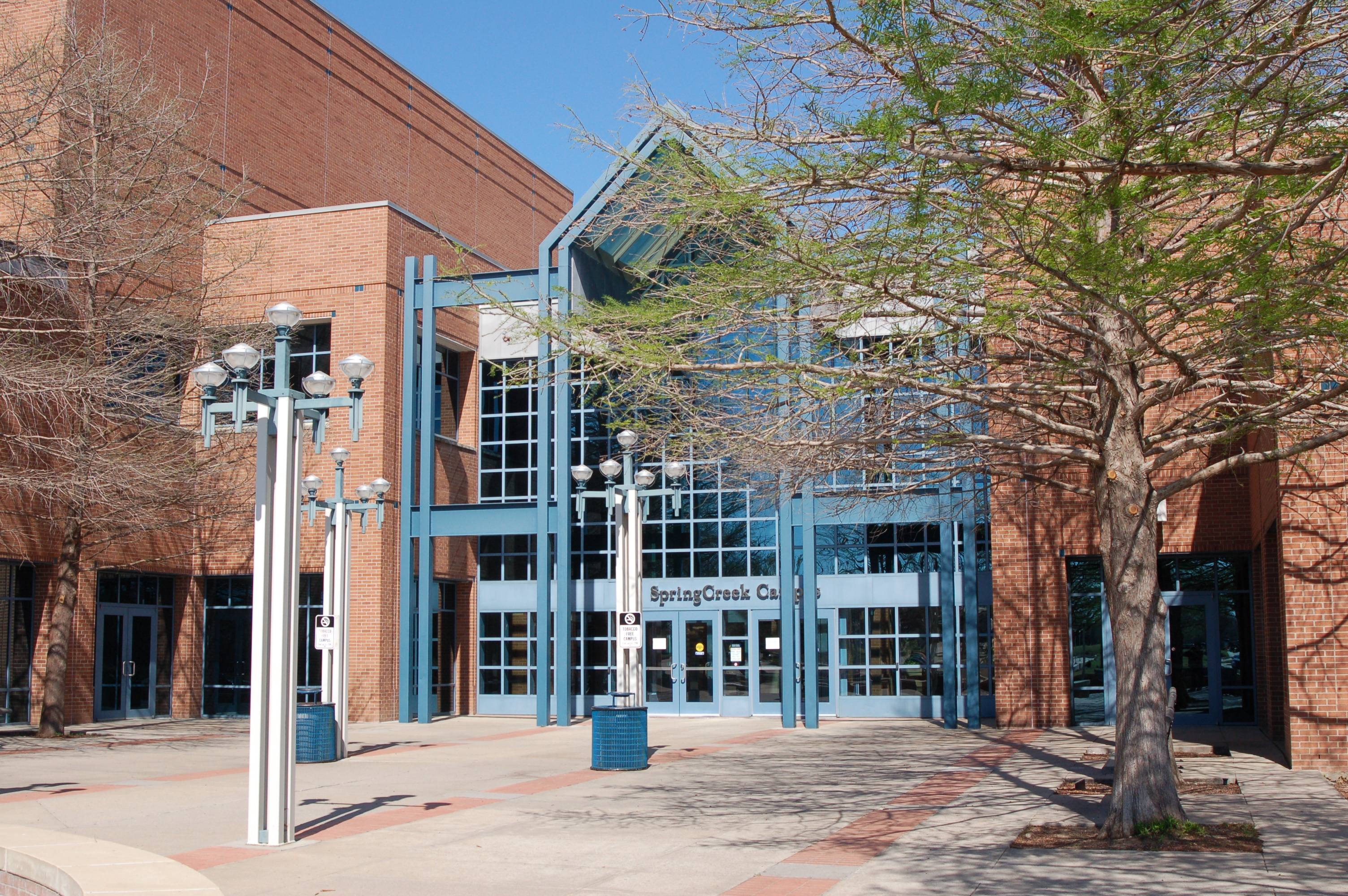
플레이노에 있는 콜린 칼리지

미국에서 커뮤니티 칼리지는 때때로 전문대학, 기술대학, 2년제 대학 또는 시립 대학으로 불리며, 주로 공립 대학 기관으로 3차 교육을 제공하며, 이는 평생교육으로도 알려져 있고, 주로 졸업장, 디플로마, 전문학사에 중점을 둔다. 커뮤니티 칼리지를 졸업한 후 일부 학생들은 리버럴 아츠 칼리지 또는 대학으로 2~3년간 편입하여 학사 학위를 마친다.
1970년대 이전에는 미국에서 커뮤니티 칼리지가 더 일반적으로 전문대학으로 불렸다. 이 용어는 일부 기관에서 여전히 사용된다. 공립 커뮤니티 칼리지는 주로 지역 사회의 학생들을 유치하고 받아들이며, 일반적으로 지역 세금 수입으로 지원된다. 이들은 보통 지역 및 지역 기업과 협력하여 학생들이 지역 노동 시장에 대비하도록 한다.

## 연구
일부 연구 기관 및 출판물은 커뮤니티 칼리지, 전문대학, 기술대학 기관의 활동에 중점을 둔다. 이들 기관 및 단체 중 다수는 연례 커뮤니티 칼리지 회의에서 가장 최신 연구 및 실용적인 성과를 발표한다.
- 미국 커뮤니티 칼리지 협회[10][11]는 1920년대부터 커뮤니티 칼리지 연구에 대한 감독을 제공해 왔다.[12] AACC는 Community College Journal이라는 연구 저널을 발행한다.[13]
- 컬럼비아 대학교 교사대학의 커뮤니티 칼리지 연구 센터(CCRC)는 1996년부터 커뮤니티 칼리지 연구를 수행하여 학생들이 고등 교육에 접근하는 데 방해가 되는 장벽과 유망한 해결책을 파악하고 있다. CCRC는 대학 및 대학 시스템 리더, 교수진 및 지원 직원, 정책 입안자, 기관 연구원 등 다양한 커뮤니티 칼리지 이해 관계자를 대상으로 하는 연구 보고서, 요약본 및 자료를 발행한다.
- 커뮤니티 칼리지 이사회 협회(ACCT)는 1972년부터 커뮤니티 칼리지 이사회를 위한 교육과 커뮤니티 칼리지 옹호를 제공해 왔다. ACCT 회장 겸 CEO J. 노아 브라운은 커뮤니티 칼리지의 과거, 현재, 미래에 관한 책인 Charting a New Course for Community Colleges: Aligning Policies with Practice를 출판했다.
- 텍사스 대학교 오스틴의 커뮤니티 칼리지 학생 참여 센터는 미국과 캐나다의 커뮤니티 칼리지에서 학생 참여 및 관련성의 다양한 요소에 대해 회원 대학에 설문 조사를 실시하고 데이터 분석 지원을 제공한다.[14]
- 일리노이 대학교 어배너-섐페인의 커뮤니티 칼리지 연구 및 리더십 사무소는 대학을 거쳐 취업하려는 다양한 청소년 및 성인을 위한 결과를 향상시키기 위해 고안된 정책, 프로그램 및 관행을 연구한다. OCCRL의 연구는 P-20 교육 연속체를 아우르며, 커뮤니티 칼리지가 다양한 학습자를 위한 교육 및 고용 결과에 미치는 영향에 집중적으로 초점을 맞춘다. 고등학교에서 커뮤니티 칼리지 및 대학교, 그리고 고용으로 이어지는 경로 및 학습 프로그램에 대한 OCCRL 연구 결과는 국내외적으로 보급된다. 보고서 및 자료는 OCCRL 웹사이트, 학술 출판물 및 기타 수단을 통해 수집 및 보급되는 새로운 지식에서 파생된다.[15]

커뮤니티 칼리지 리뷰(Community College Review)를 포함한 여러 동료 검토 저널이 커뮤니티 칼리지에 대한 연구를 광범위하게 출판한다.

## 같이 보기
- 전문대학
- 단기대학
- 칼리지